# Gentspets
Gentspets är en variant av valenciennesspetsen utvecklad 1852 av nunnan Marie Joseph i Gent i Belgien. Skillnaden från originalet ligger i att gentspetsen inte knypplas med kontinuerliga trådar. Motiven, som utgörs av blommor, knypplas först och sammanfogas sedan med en valenciennesbotten med fyrkantiga maskor.